# К565РУ1
К565РУ1 — электронный компонент, микросхема динамического ОЗУ с произвольным доступом, имеющая ёмкость 4096 бит и организацию 4096х1.
Разработана в 1975-м году
Предназначена для хранения информации (программ и данных) в микропроцессорных устройствах. Является полным аналогом микросхем Texas Instruments TMS4060, National Semiconductor MM5280 и Intel 2107A.
Напряжения питания — +5 В, +12 В, -5 В. Тип корпуса — CDIP22, довольно редкий. Микросхема имела быстродействие достаточное для использования с современными ей микропроцессорами, примерно в 3 раза большее, чем шедшие практически параллельно разработки на базе P-МОП (серия К505). Первые выпуски использовали керамический корпус шириной 10 мм, затем, для удешевления был разработан пластиковый корпус на основе эпоксидного компаунда с теми же габаритами и расположением выводов.
Это первая в СССР микросхема динамического ОЗУ на n-МОП технологии, а также первая микросхема, сопоставимая по параметрам с зарубежными современными ей аналогами среди микросхем динамического ОЗУ. Несмотря на то, что отставание составляло на тот момент около 2-х лет (прототип фирмы Texas Instruments появился в 1973 году), появление этой микросхемы показало, что развитию вычислительной техники в СССР уделяется большое внимание. Освоение именно этой микросхемы было связано с копированием архитектуры LSI-11 - в плате этого компьютера, повторённого в виде Электроники-60, использовались именно такая память.
Микросхема представляет собой первое поколение советских динамических ОЗУ. В момент принятия решения о её выпуске ещё не было очевидно, что микросхемы с мультиплексируемым адресом более перспективны для динамического ОЗУ, поэтому К565РУ1, как и прототипы, использует 12 выводов для передачи адреса. Одна из особенностей микросхемы - данные на выходе инвертированы по отношению к входным, поэтому вход и выход микросхемы нельзя соединять, несмотря на трёхстабильный каскад на выходе - без дополнительного инвертирующего элемента данные будут искажаться.
Другая особенность микросхемы - использование высоковольтного тактового сигнала CE с уровнями 0 и +12 вольт. Временные характеристики этого сигнала таковы, что он может совпадать с тактовым сигналом Ф2, подаваемого на вход микропроцессора КР580ВМ80А и использующего те же уровни, но для работоспособности памяти требуется либо специальный формирователь, либо трёхтранзисторный каскад с активной нагрузкой, в то время, как микропроцессор более толерантен и работает и при обычном резистивном каскаде.
Наконец, третьей особенностью является применение морально устаревшей, к моменту выхода этой микросхемы, трёхтранзисторной ячейки ДОЗУ.
Несмотря на недостатки, микросхема позволила резко снизить стоимость хранения 1 бита информации в микропроцессорных системах того времени и довольно широко применялась, например, на базе К565РУ1 была выполнена память дисплея 15ИЭ-00-013 и отладочная память процессорной платы М1 или М2. Микросхема выпускалась очень долго, даже по сравнению с более совершенной К565РУ3, по крайней мере до середины 90-х годов, из-за использования в станках ЧПУ, срок службы которых значительно превышал срок устаревания вычислительной техники.
Матрица запоминающего устройства имела размер 64х64 ячейки. Как и другие ДОЗУ, для сохранения информации, К565РУ1 требовала периодической регенерации. Регенерация осуществлялась перебором 64 младших адресов (состояние старших адресных линий было неважно), с подачей тактового сигнала CE, другие сигналы могли быть в неактивном состоянии. Период регенерации не должен был превышать 2 миллисекунды. Это типичное время для устройств первых поколений. При использовании таких микросхем в видеоконтроллерах, где каждую секунду 50-60 раз нужно было обновлять изображение на экране, регенерация была «бесплатной», в случае же использования в качестве «основного» ОЗУ регенерация снижала быстродействие системы на единицы процентов. В некоторых системах применялись трюки, которые позволяли проводить регенерацию во время, когда микропроцессор не обращался к ОЗУ.

## Назначение выводов
| Вывод | Обозначение | Тип вывода           | Назначение                                       |
| ----- | ----------- | -------------------- | ------------------------------------------------ |
| 1     | Uss         | -                    | -5 В, отрицательное напряжение смещения подложки |
| 2     | A9          | Вход                 | Сигнал <Адрес 9>                                 |
| 3     | A10         | Вход                 | Сигнал <Адрес 10>                                |
| 4     | A11         | Вход                 | Сигнал <Адрес 11>                                |
| 5     | CS#         | Вход                 | Сигнал <Выбор кристалла>                         |
| 6     | DIN         | Вход                 | Вход данных при записи                           |
| 7     | DOUT#       | Выход трёхстабильный | Выход данных при чтении (с инверсией)            |
| 8     | A0          | Вход                 | Сигнал <Адрес 0>                                 |
| 9     | A1          | Вход                 | Сигнал <Адрес 1>                                 |
| 10    | A2          | Вход                 | Сигнал <Адрес 2>                                 |
| 11    | Ucc1        | -                    | Напряжение питания +5В                           |
| 12    | WE#         | Вход                 | Сигнал <Разрешение записи>                       |
| 13    | A3          | Вход                 | Сигнал <Адрес 3>                                 |
| 14,   | A4          | Вход                 | Сигнал <Адрес 4>                                 |
| 15,   | A5          | Вход                 | Сигнал <Адрес 5>                                 |
| 16    | NC          | -                    | Не подсоединена                                  |
| 17    | CE          | Высоковольтный вход  | Сигнал <Включение кристалла> 12 В                |
| 18    | Ucc2        | -                    | Напряжение питания +12 В                         |
| 19    | A6          | Вход                 | Сигнал <Адрес 6>                                 |
| 20    | A7          | Вход                 | Сигнал <Адрес 7>                                 |
| 21    | A8          | Вход                 | Сигнал <Адрес 8>                                 |
| 22    | GND         | -                    | Общий                                            |